# Osiedle Tysiąclecia (Kraków)

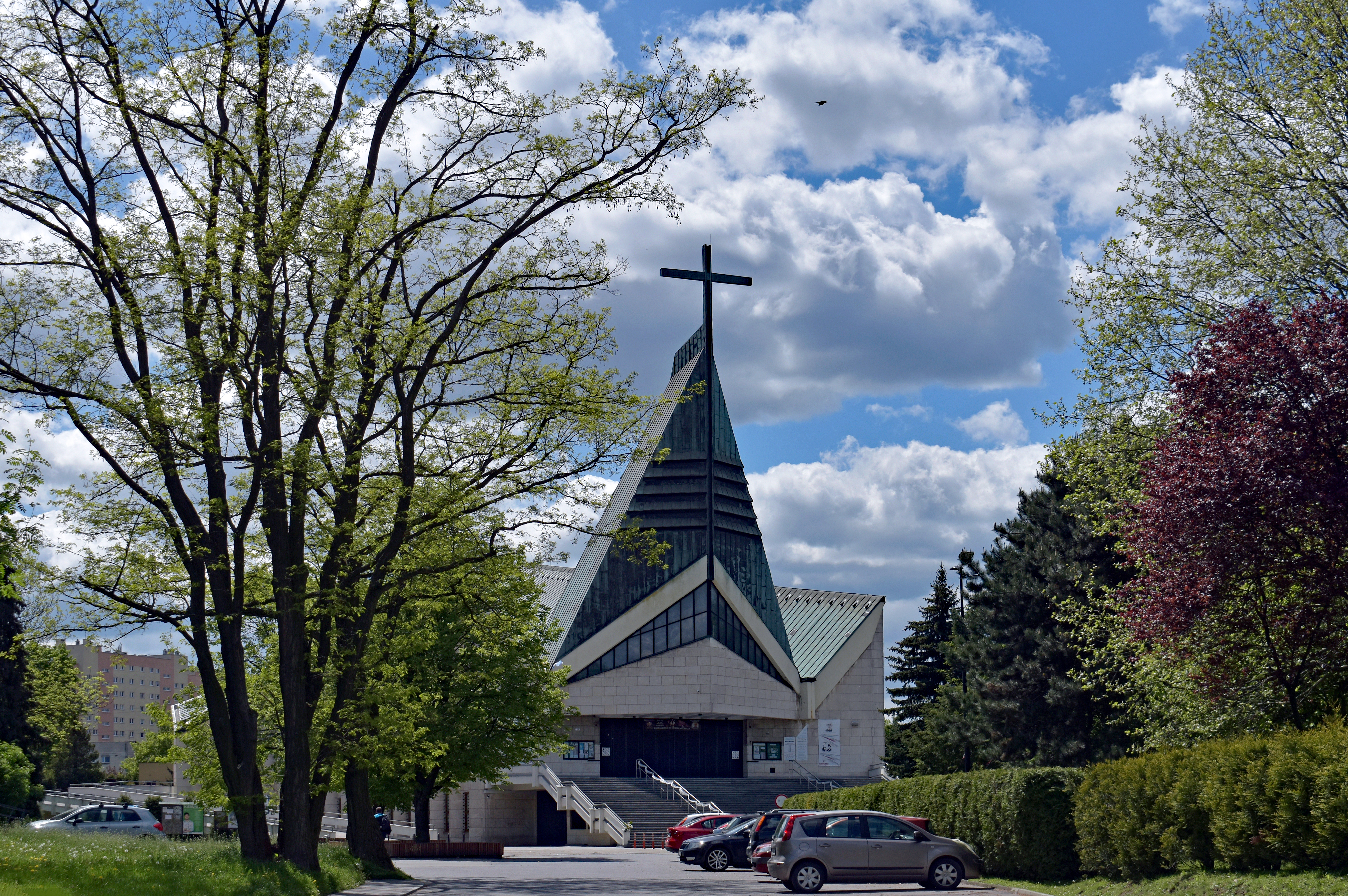
Kościół św. Maksymiliana Marii Kolbego

Osiedle Tysiąclecia – osiedle w Krakowie wchodzące w skład Dzielnicy XV Mistrzejowice, niestanowiące jednostki pomocniczej niższego rzędu w ramach dzielnicy.

## Historia
Osiedle Tysiąclecia stanowi część założenia architektoniczno-urbanistycznego Mistrzejowic, które w zamierzeniu miało stanowić rozbudowę ówczesnej dzielnicy Nowa Huta. Zespół Mistrzejowic powstał na drodze konkursu architektonicznego, rozstrzygniętego w 1963 roku. Zwyciężył projekt przygotowany przez zespół prof. Witolda Cęckiewicza, z którym współpracowali Maria Czerwińska - autorka szczegółowych projektów urbanistycznych, Jerzy Gardulski i Maria Rekaszys. Projekty poszczególnych budynków sporządzili Maria i Jerzy Chronowscy, z którymi współpracowali Tadeusz Bagiński, Stefan Golonka, Ewa Podolak i Olgierd Krajewski. Całe założenie było projektowane dla ok. 40 tys. mieszkańców. Zespół urbanistyczny Mistrzejowic powstawał niejako w odpowiedzi na krytykę projektu realizowanych wówczas już od jakiegoś czasu Bieńczyc Nowych, które charakteryzowały się dominującymi w pejzażu dzielnicy, podłużnymi, dziesięciopiętrowymi wieżowcami, a przez to monumentalną skalą i koszarową kompozycją zabudowy. Projekt dla Mistrzejowic zakładał mniejszą skalę zabudowy, która miała wpisywać się w naturalne, pagórkowate ukształtowanie terenu, gdzie wysokość terenu rośnie w kierunku północnym. Podstawę koncepcji urbanistycznej założenia miało stanowić drzewo, gdzie z jednego pnia, czyli głównej, szerokiej ulicy Srebrnych Orłów, wyrastają dwie główne gałęzie, czyli ulice ks. Jancarza oraz Piasta Kołodzieja - wzdłuż tych ulic poprowadzone zostały ciągi komunikacji tramwajowej w dzielnicy do pętli „Mistrzejowice” oraz „Os. Piastów”. Z kolei z tych ulic „gałęzi” wyrastają następne w formie już osiedlowych ulic wewnątrz rozplanowanych między głównymi ulicami, czterech osobnych podzespołów mieszkaniowych, późniejszych osiedli. W dolnych częściach każdego z tych podzespołów rozplanowano tarasowo, równolegle do siebie ułożone, podłużne, czteropiętrowe bloki o południowej ekspozycji elewacji, które w koncepcji drzewa mają symbolizować liście. Powyżej zaplanowano mniejsze powierzchniowo bloki: czteropiętrowe „puchatki” oraz dziesięcio- i jedenastopiętrowe m.in. „punktowce”, mające symbolizować owoce. Uzupełnieniem całości zespołu miały być pawilony handlowo-usługowe. Pierwotnie czterem podzespołom mieszkaniowym Mistrzejowic planowano nadać nazwy nawiązujące do czterech pór roku, czyli Osiedle Wiosenne, Letnie, Jesienne i Zimowe. Ostatecznie otrzymały one nazwy kolejno: Tysiąclecia, Złotego Wieku, Bohaterów Września i Piastów. Realizacja zespołu urbanistycznego Mistrzejowic odbyła się w latach 1968-1982.

## Usytuowanie i rozplanowanie
Osiedle Tysiąclecia wraz z sąsiednim Osiedlem Złotego Wieku należą do wcześniej powstałej części założenia Mistrzejowic, których realizacja przypadła na lata 1968-1973. Ten fakt sprawia, iż są najbliższe pierwotnej koncepcji projektu Witolda Cęckiewicza. Osiedle składa się z dwudziestu trzech czteropiętrowych, podłużnych bloków, ulokowanych w południowej i wschodniej części osiedla w sześciu rzędach. Budynki różnią się od siebie wizualnie, gdyż powstały wg różnych projektów. Powyżej tego układu, w okolicach ulicy Nieszawskiej rozplanowano zespół dwunastu czteropiętrowych, jednoklatkowych bloków tzw. „puchatków”. W zachodniej części osiedla przewidziano zespół pięciu trzyklatkowych, dziesięciopiętrowych wysokościowców, uzupełnionych nieco później od strony północnej trzema „punktowcami”. Z górnych pięter wieżowców rozciąga się widok na cały Kraków, można też dostrzec Tatry i Pogórze Karpackie. Zabudowę osiedla uzupełniają liczne pawilony handlowo-usługowe.
Wizytówką osiedla jest monumentalny kościół św. Maksymiliana Marii Kolbego, który jako pierwszy w Polsce został poświęcony przez papieża Jana Pawła II w roku 1983.
Na osiedlu Tysiąclecia przy ul. Miśnieńskiej 58 znajduje się Biuro Rady Dzielnicy XV Mistrzejowice.
Głównym założeniem zieleni dla osiedla jest Park Tysiąclecia, znajdujący się w południowo-zachodniej części osiedla. Został umiejscowiony w naturalnym zagłębieniu terenu. Znajdują się w nim 2 boiska sportowe, plac zabaw dla dzieci, amfiteatr z ławeczkami dla widowni, fontanna, stoły do gry w tenisa stołowego i stoliki do gier planszowych (chińczyk, szachy) oraz wzniesienia terenu wykorzystywane przez dzieci i młodzież do uprawiania sportów zimowych.
Na osiedlu, w północno-wschodniej części, nieopodal ulicy Łęczyckiej znajduje się również plenerowa rzeźba „Spirala Kosmiczna”, autorstwa Antoniego Hajdeckiego z 1974 roku, wykonana z metalu.

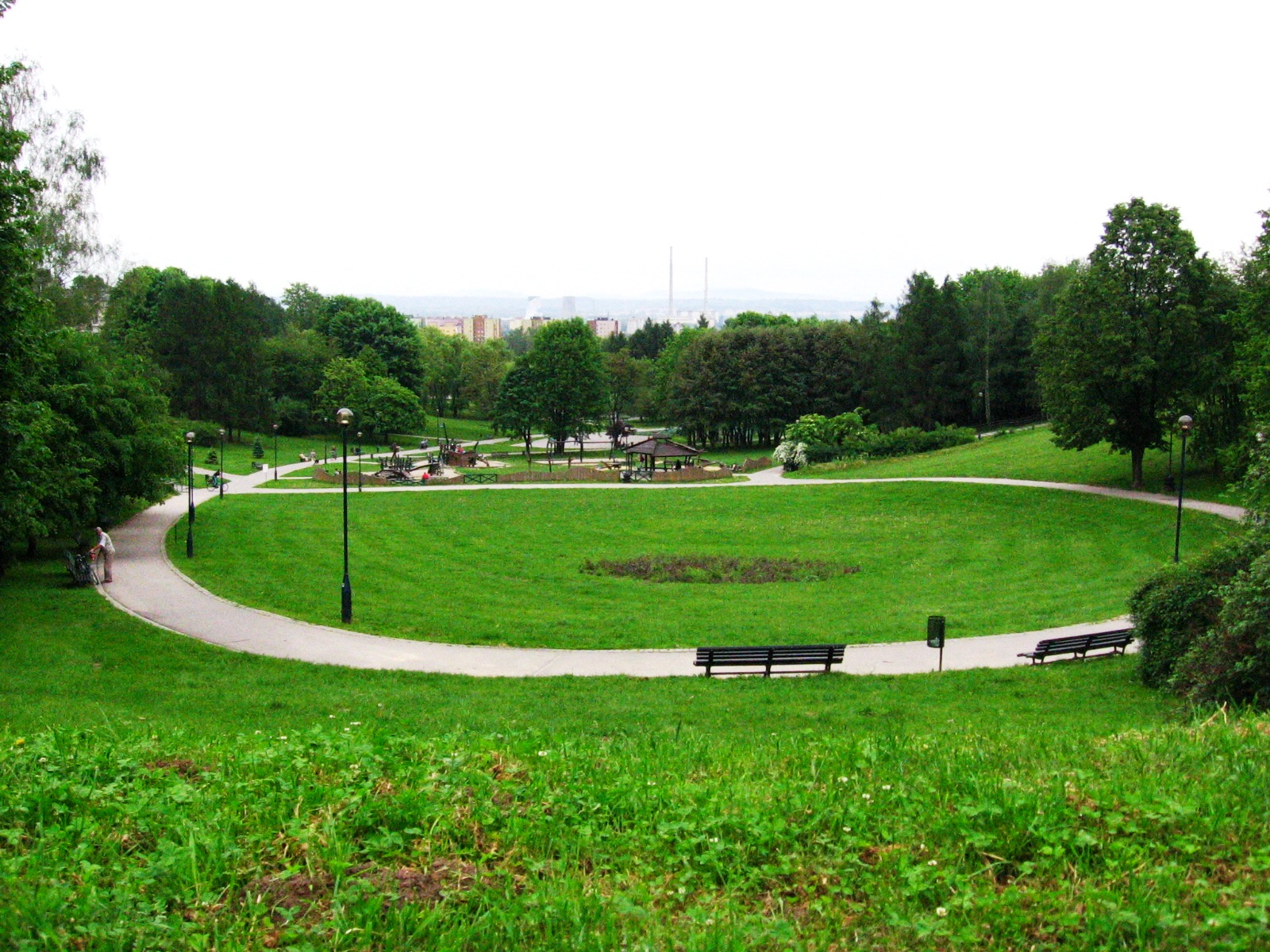
Park Tysiąclecia - widok ogólny z północy (2006)
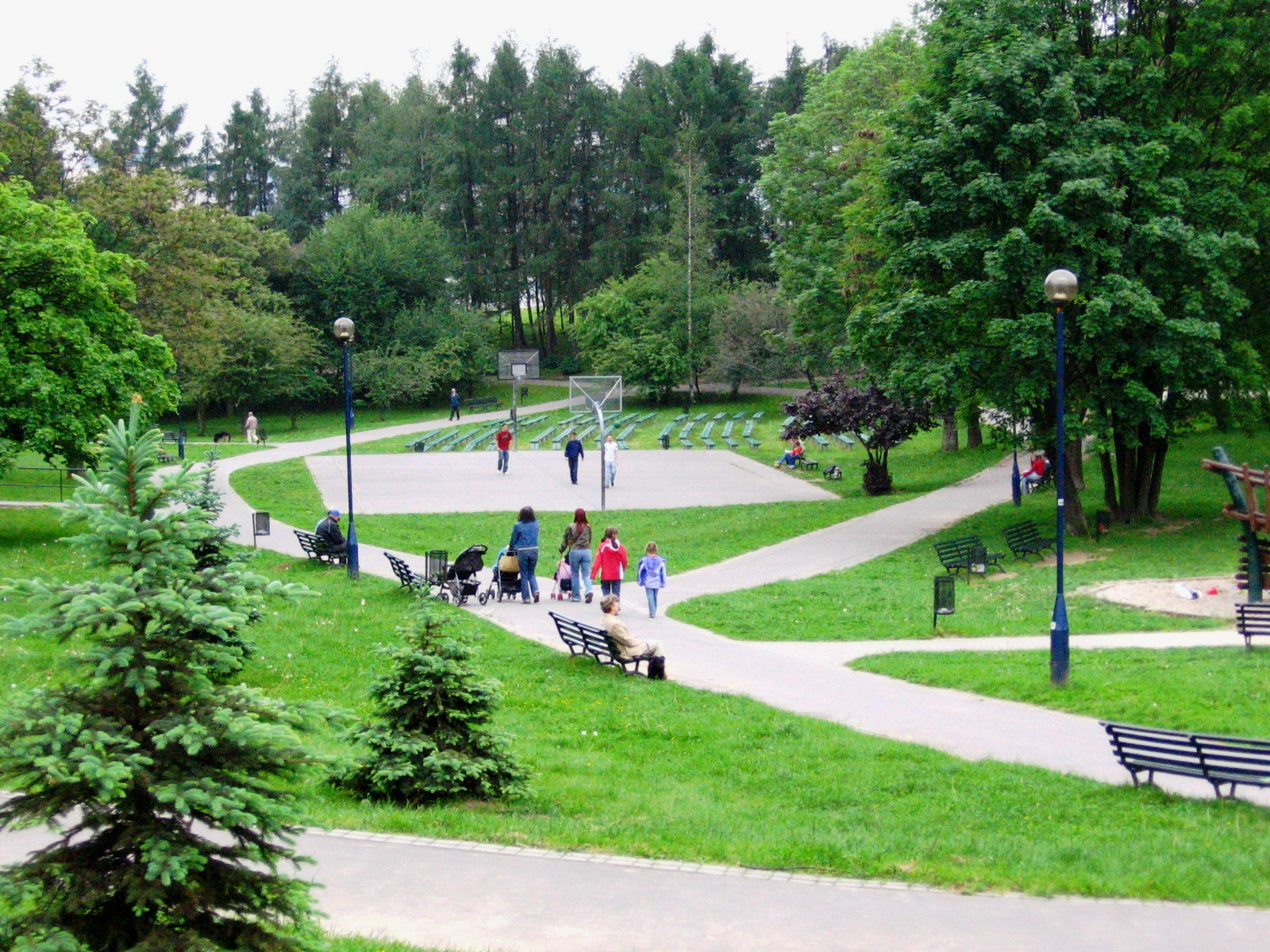
Park Tysiąclecia - boiska sportowe (2006)
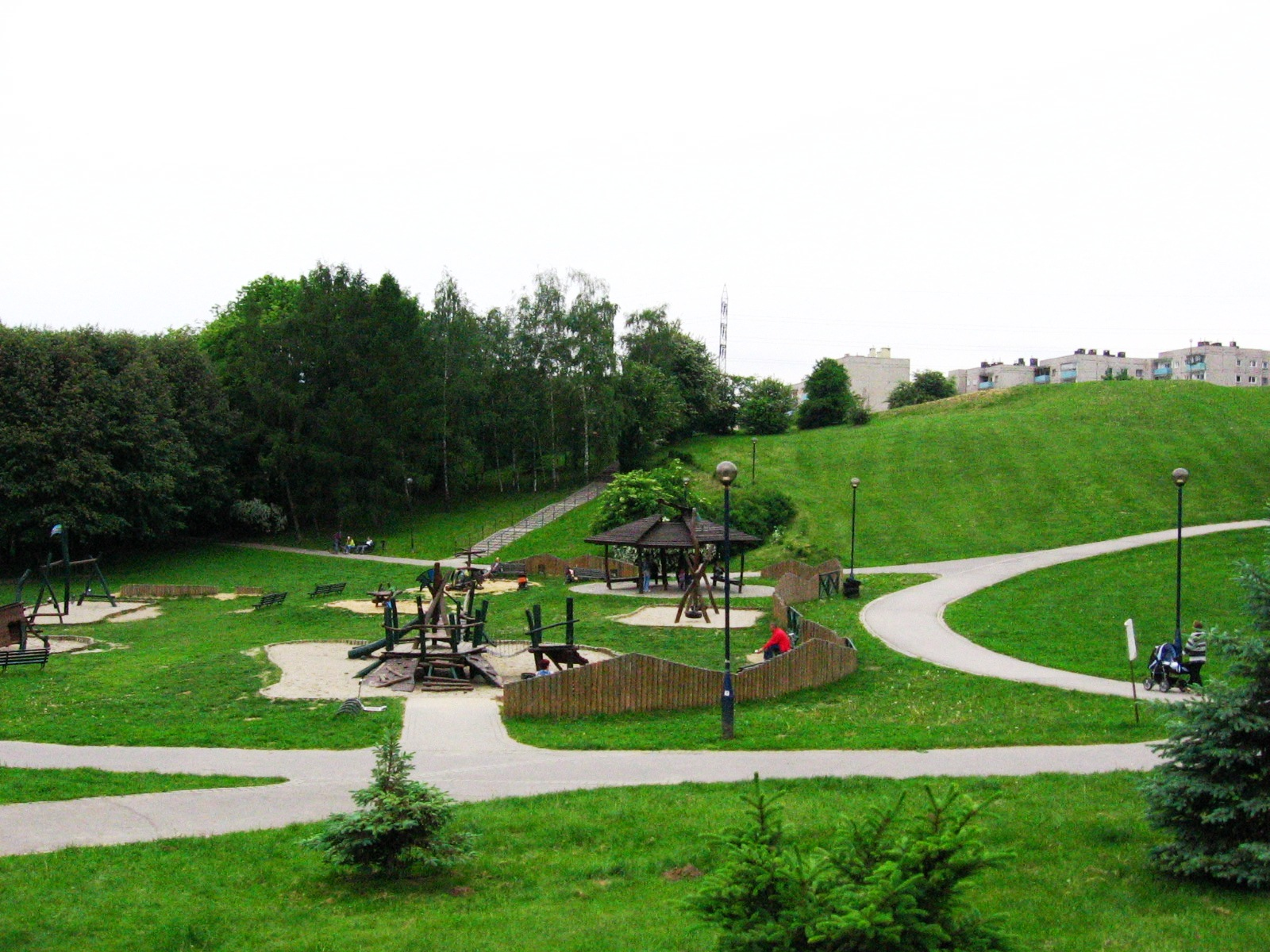
Park Tysiąclecia - plac zabaw (2006)
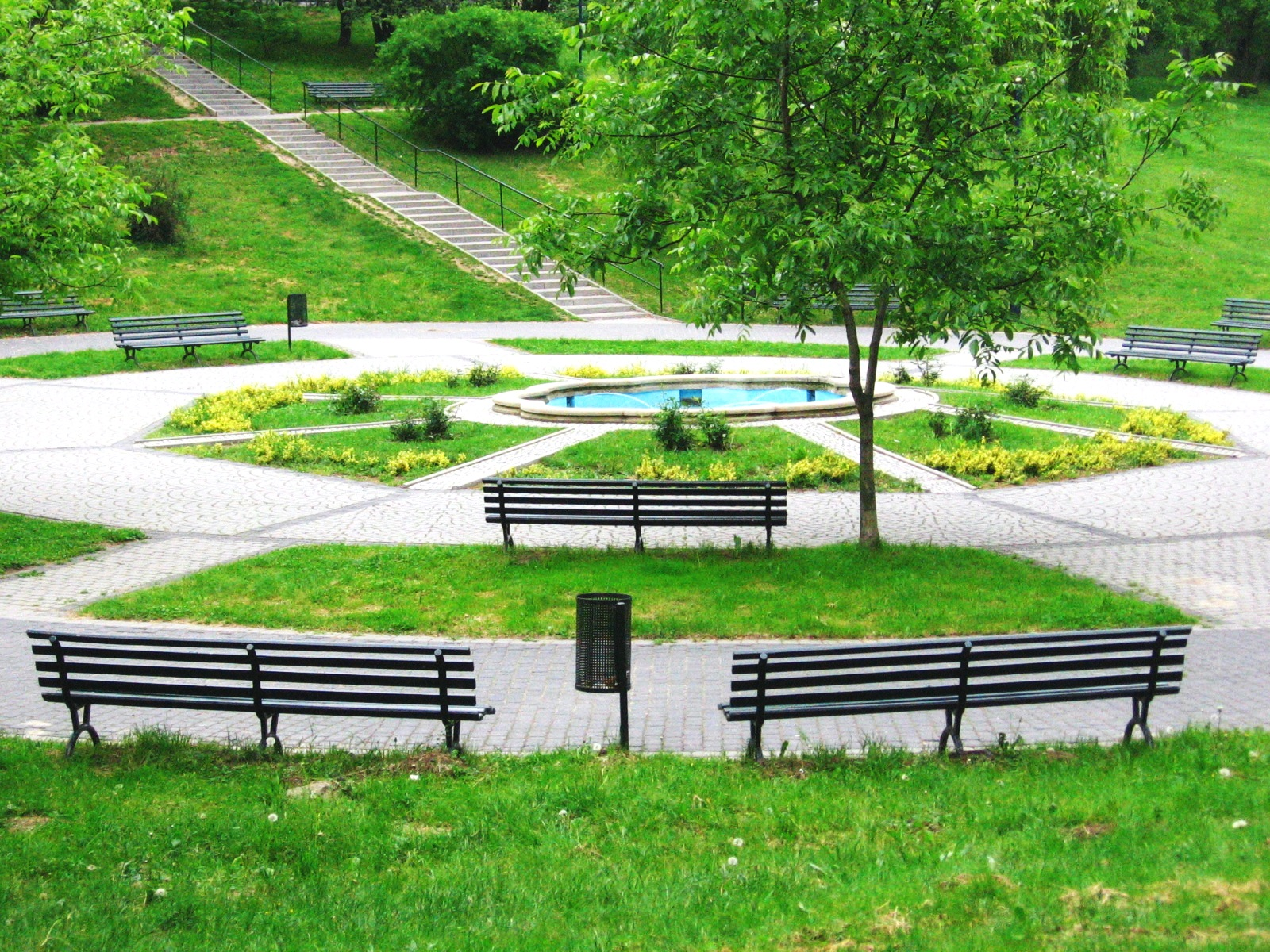
Park Tysiąclecia - fontanna (2006)
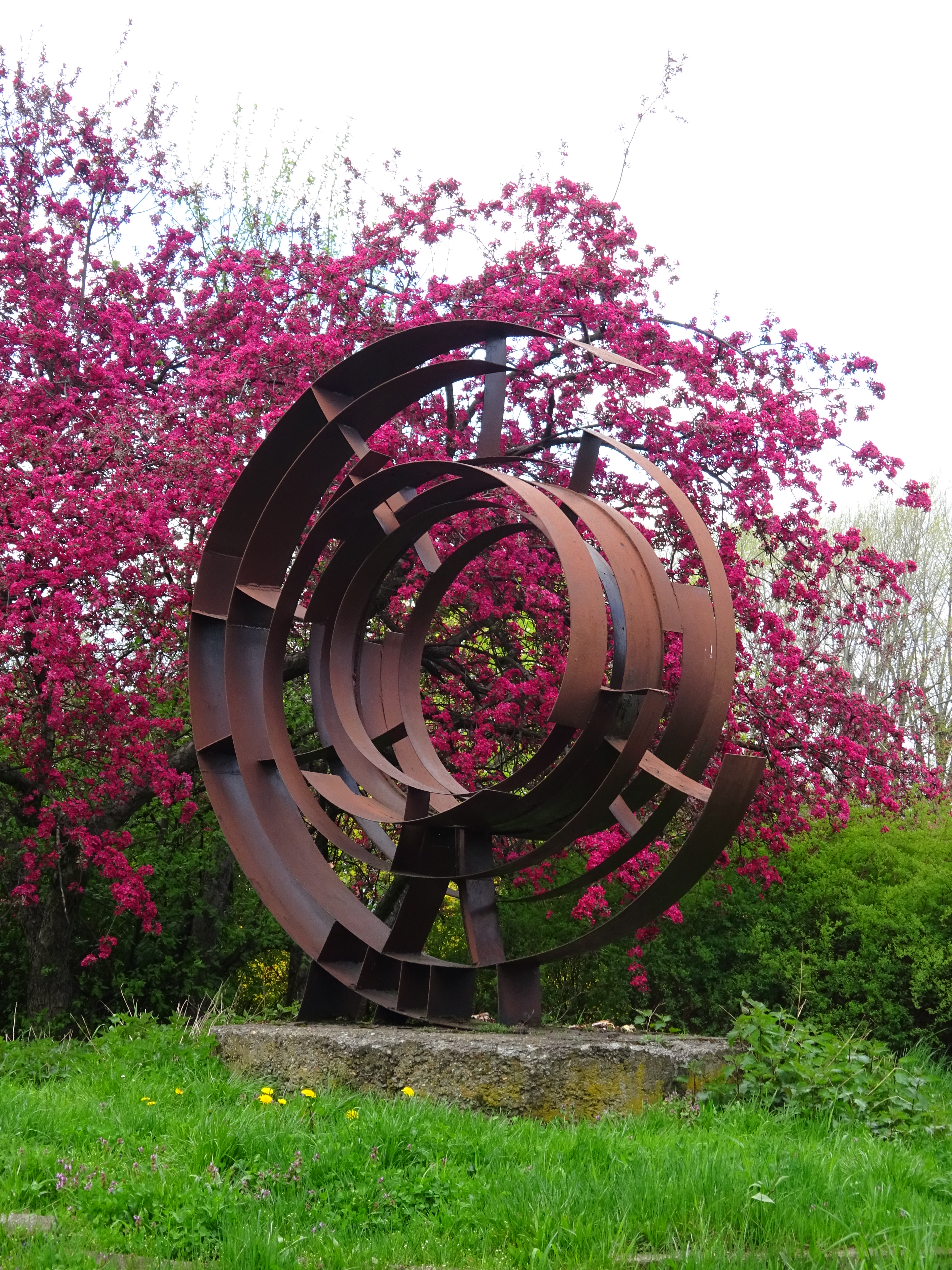
Rzeźba „Spirala Kosmiczna” Antoni Hajdecki, 1974
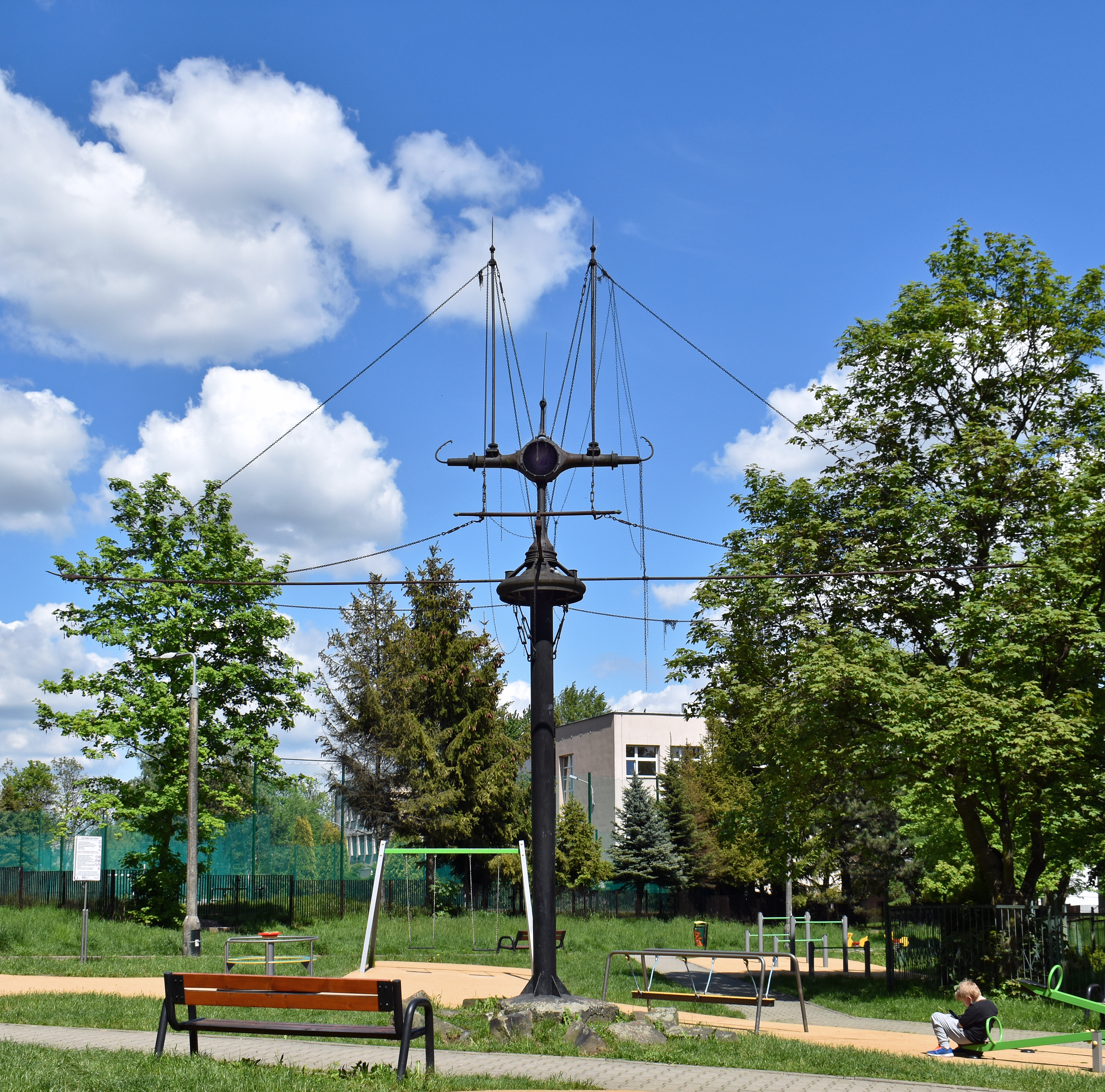
Rzeźba „Zdobyta przestrzeń” Marian Kruczek, 1974
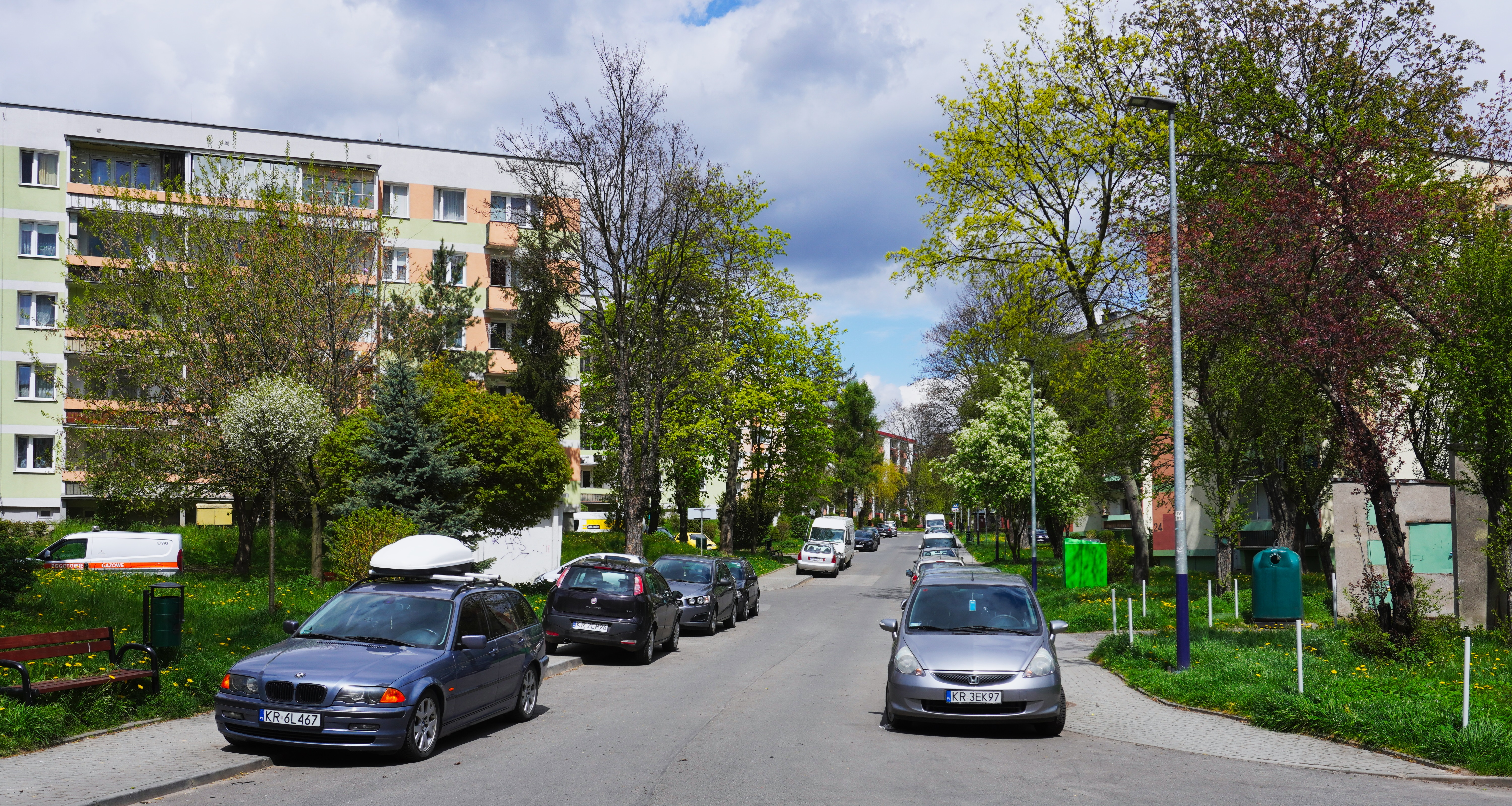
Bloki czteropiętrowe w południowej części osiedla przy ul. Świdnickiej, widok od południa
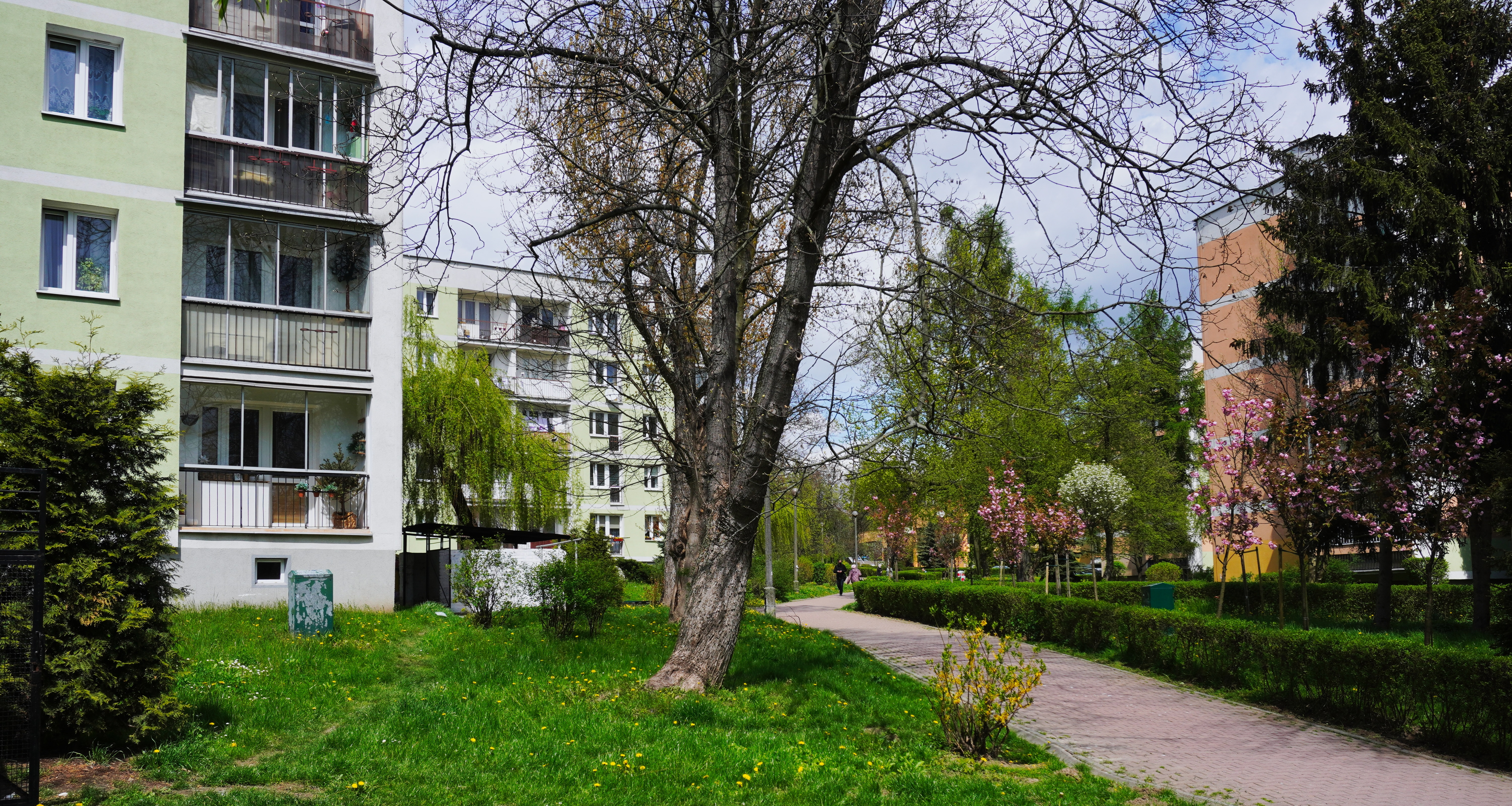
Bloki czteropiętrowe 2, 7 i 21 w południowej części osiedla, widok od południa
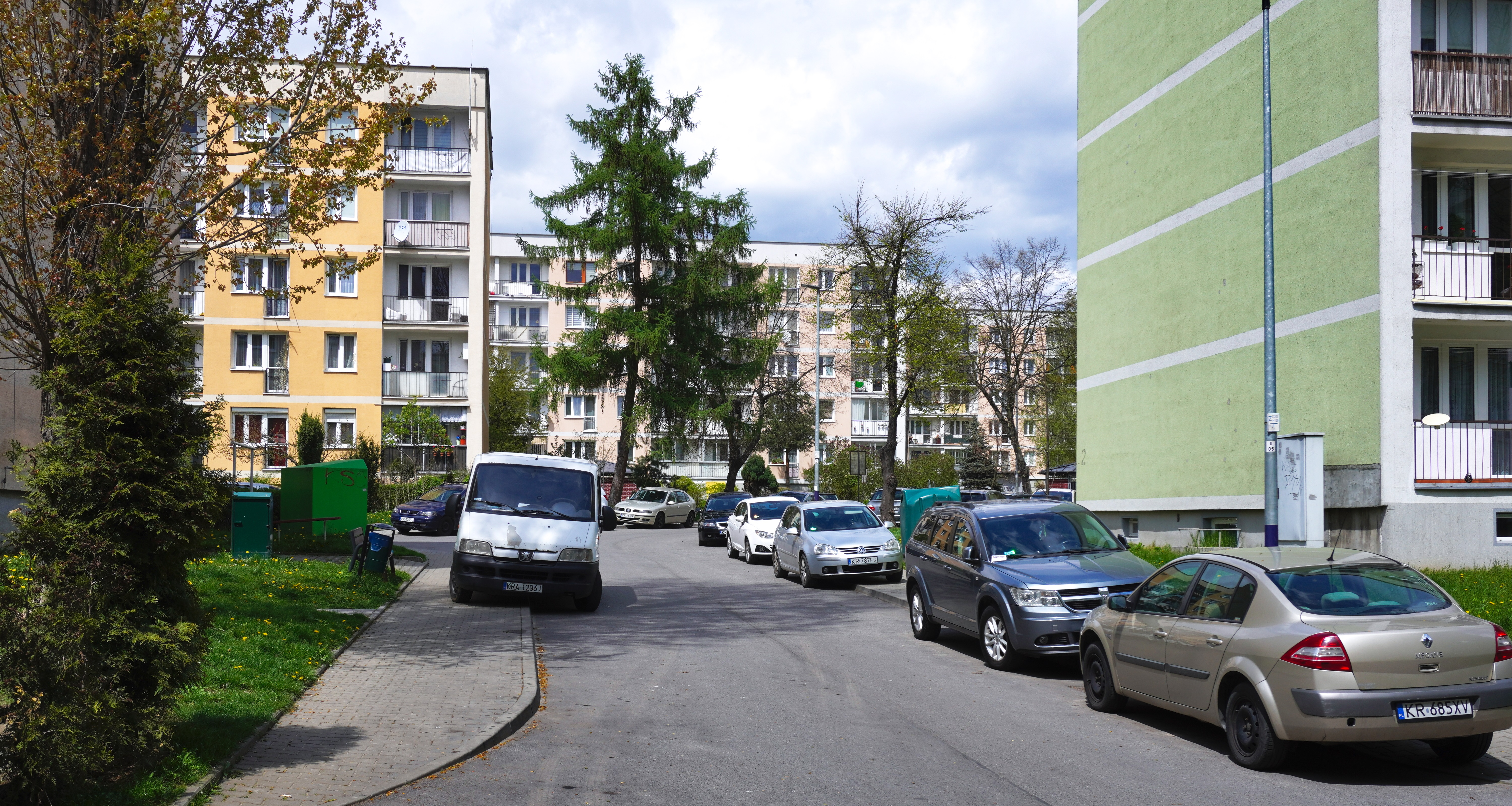
Bloki czteropiętrowe w południowej części osiedla przy ul. Miśnieńskiej, widok od południa
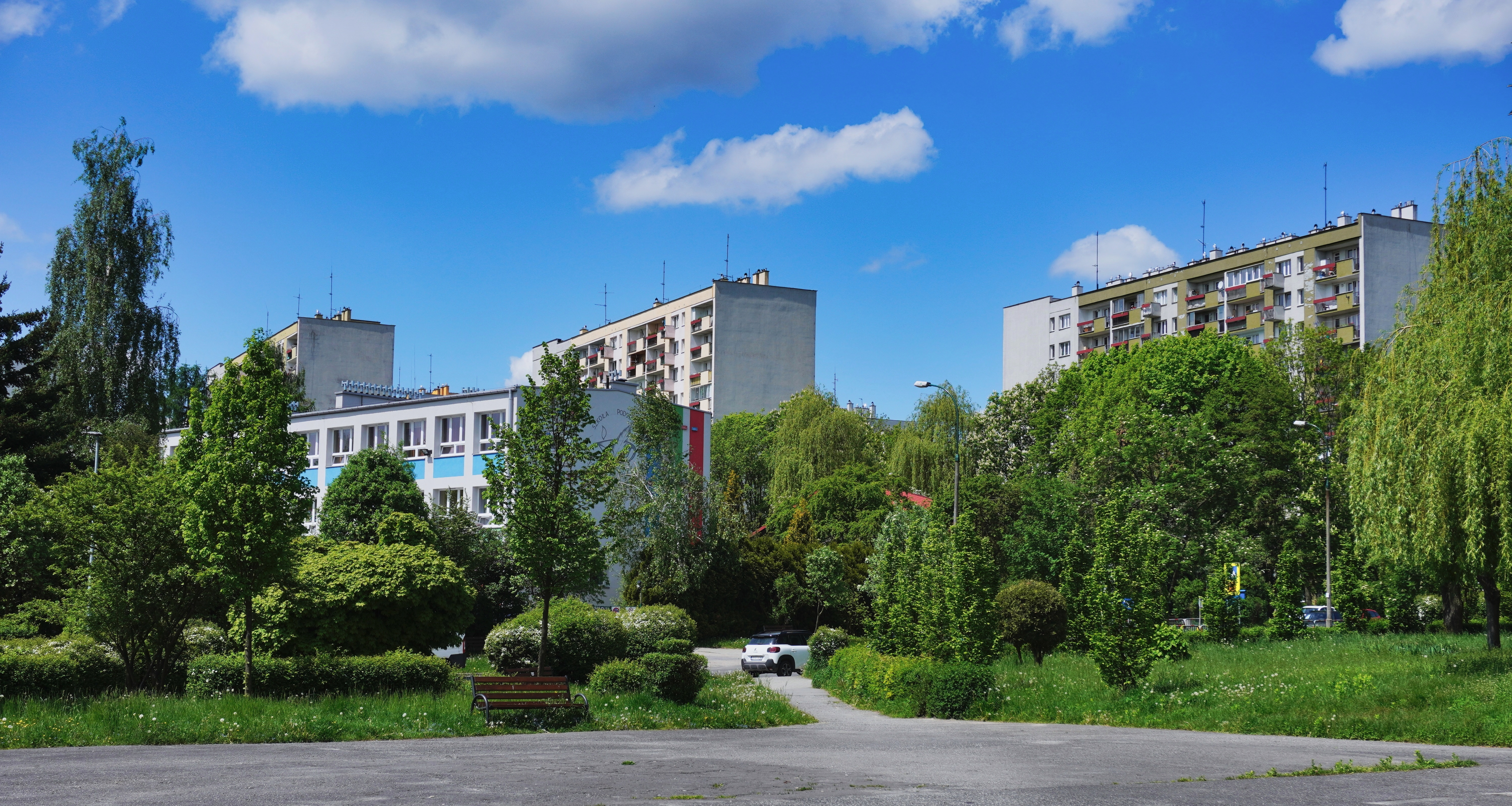
Szkoła Podstawowa nr 126 i bloki dziesięciopiętrowe 59, 60 i 61
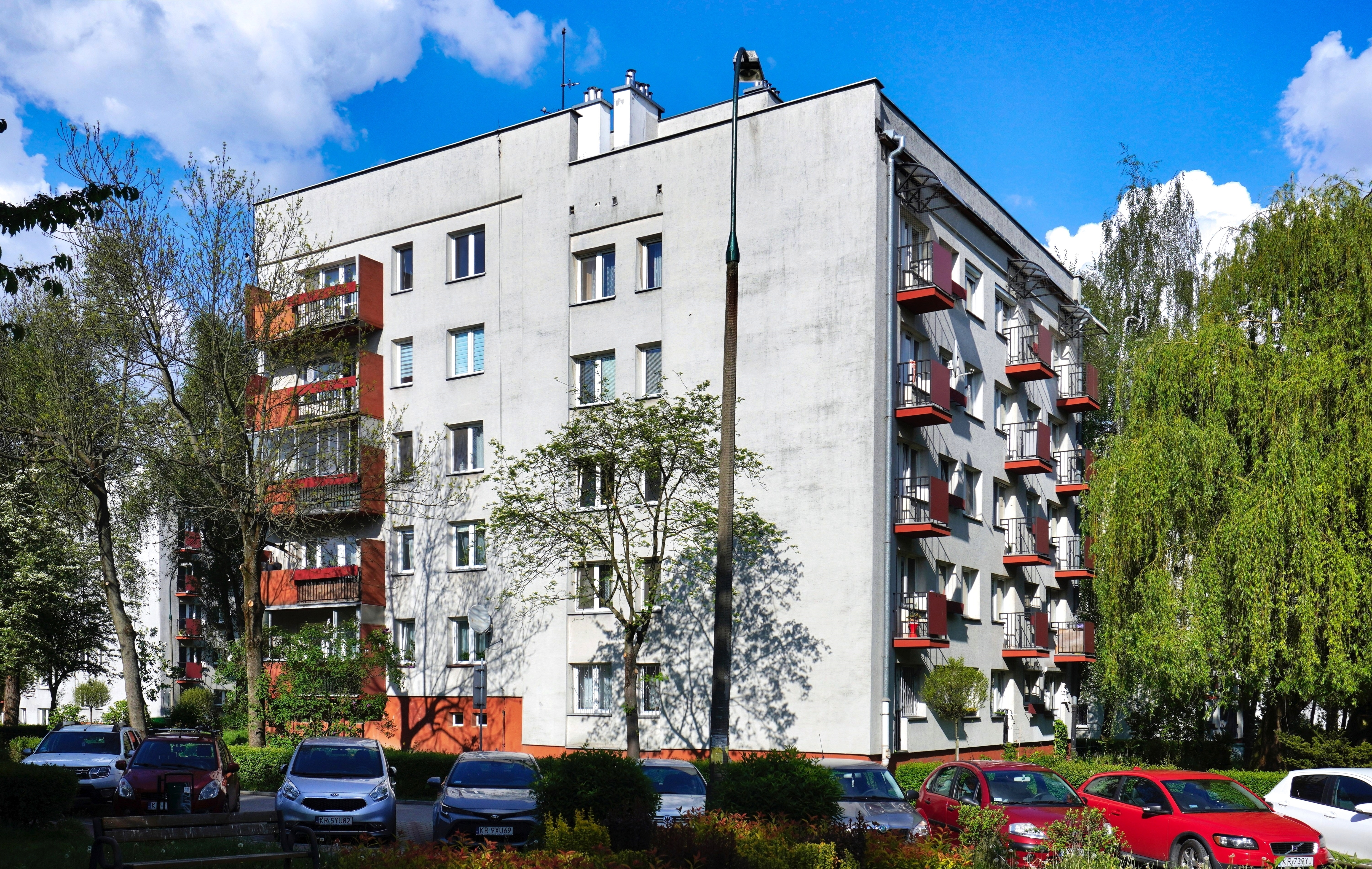
Wnętrze osiedla, os. Tysiąclecia 49 – jeden z tzw. bloków „puchatków”
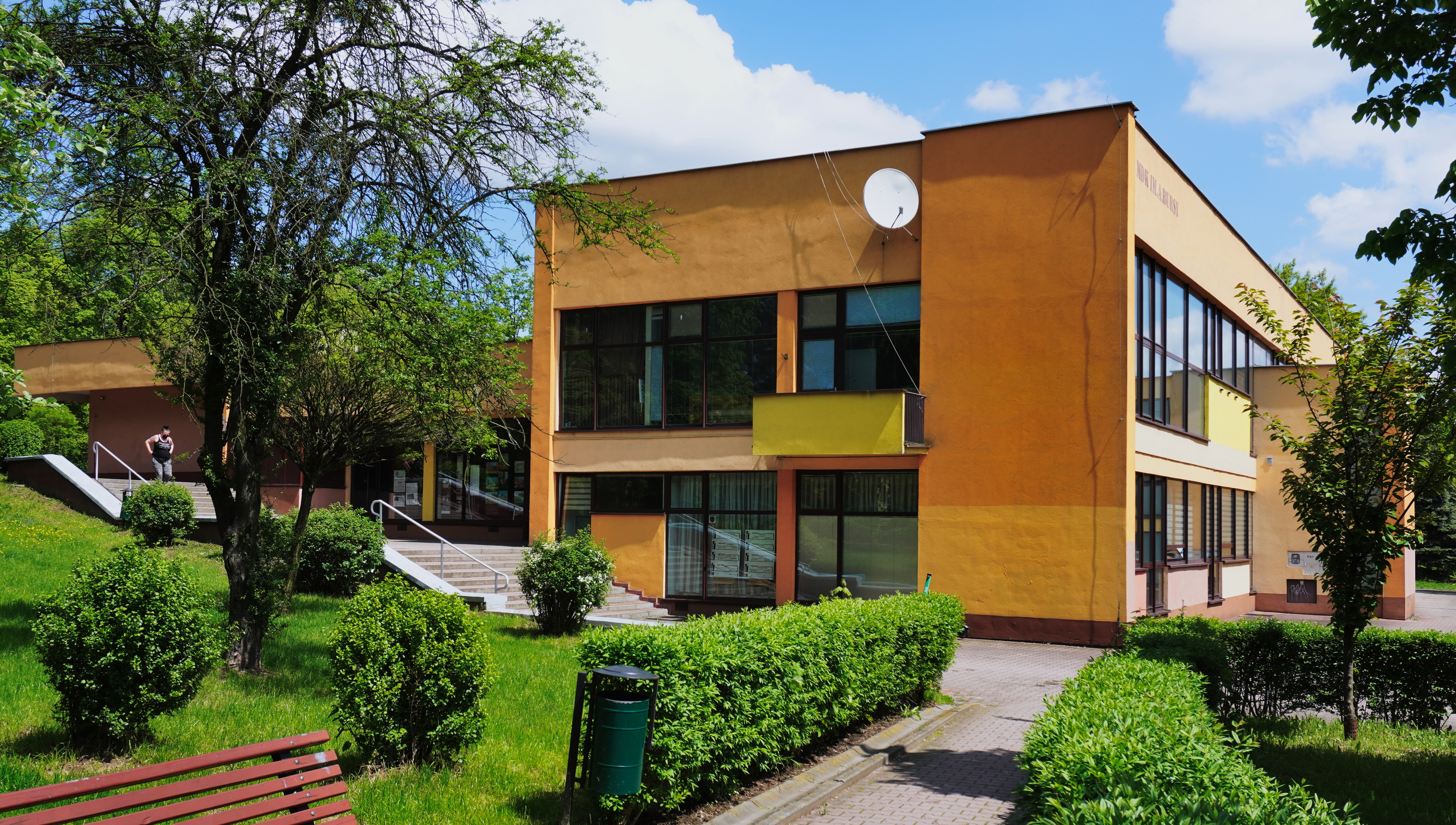
Pawilon edukacyjno–kulturalny Młodzieżowy Dom Kultury im. Andrzeja Bursy
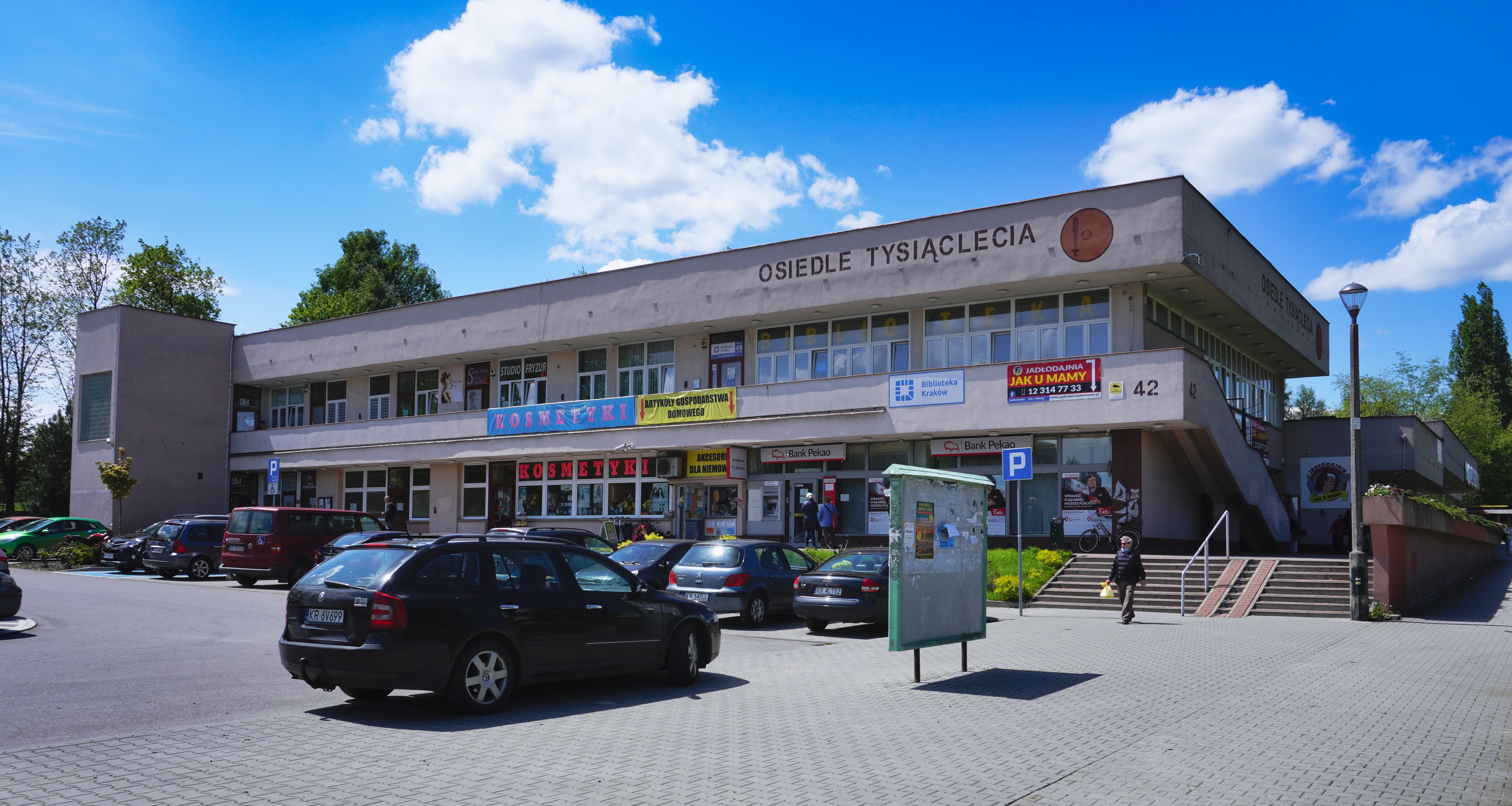
Zespół pawilonów handlowo-usługowych, os. Tysiąclecia 42
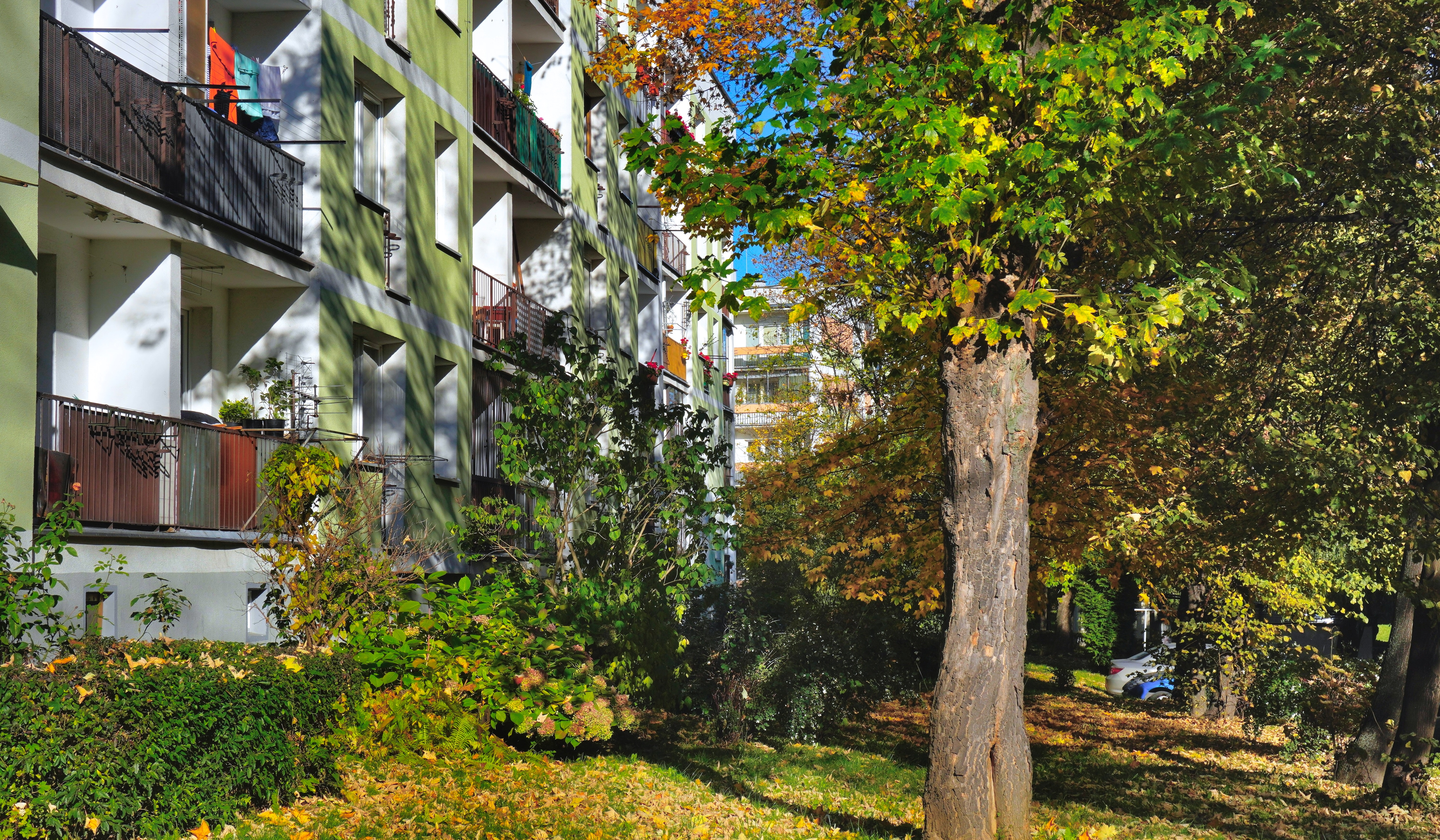
Wnętrze osiedla, os. Tysiąclecia 2
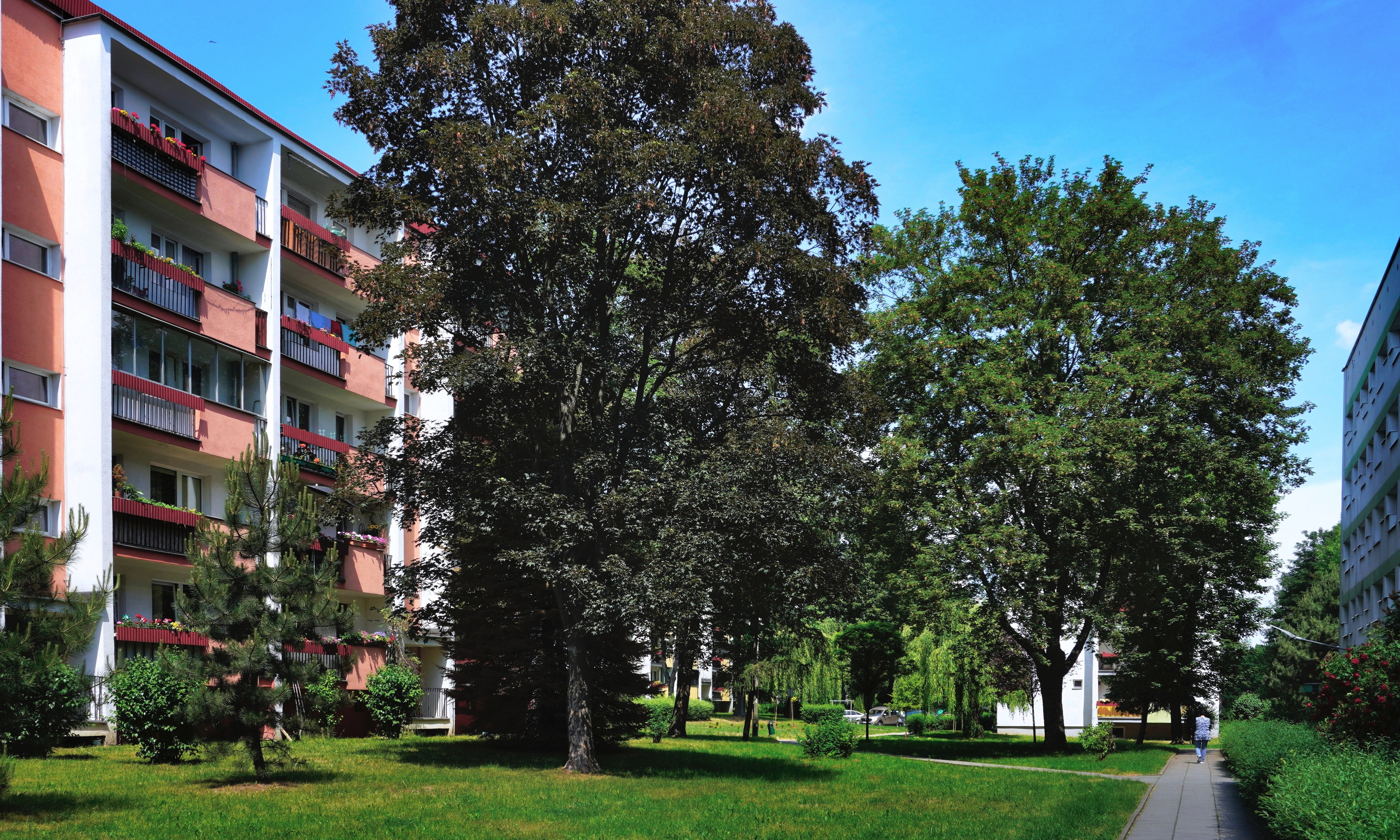
Wnętrze osiedla, os. Tysiąclecia 36 i 31
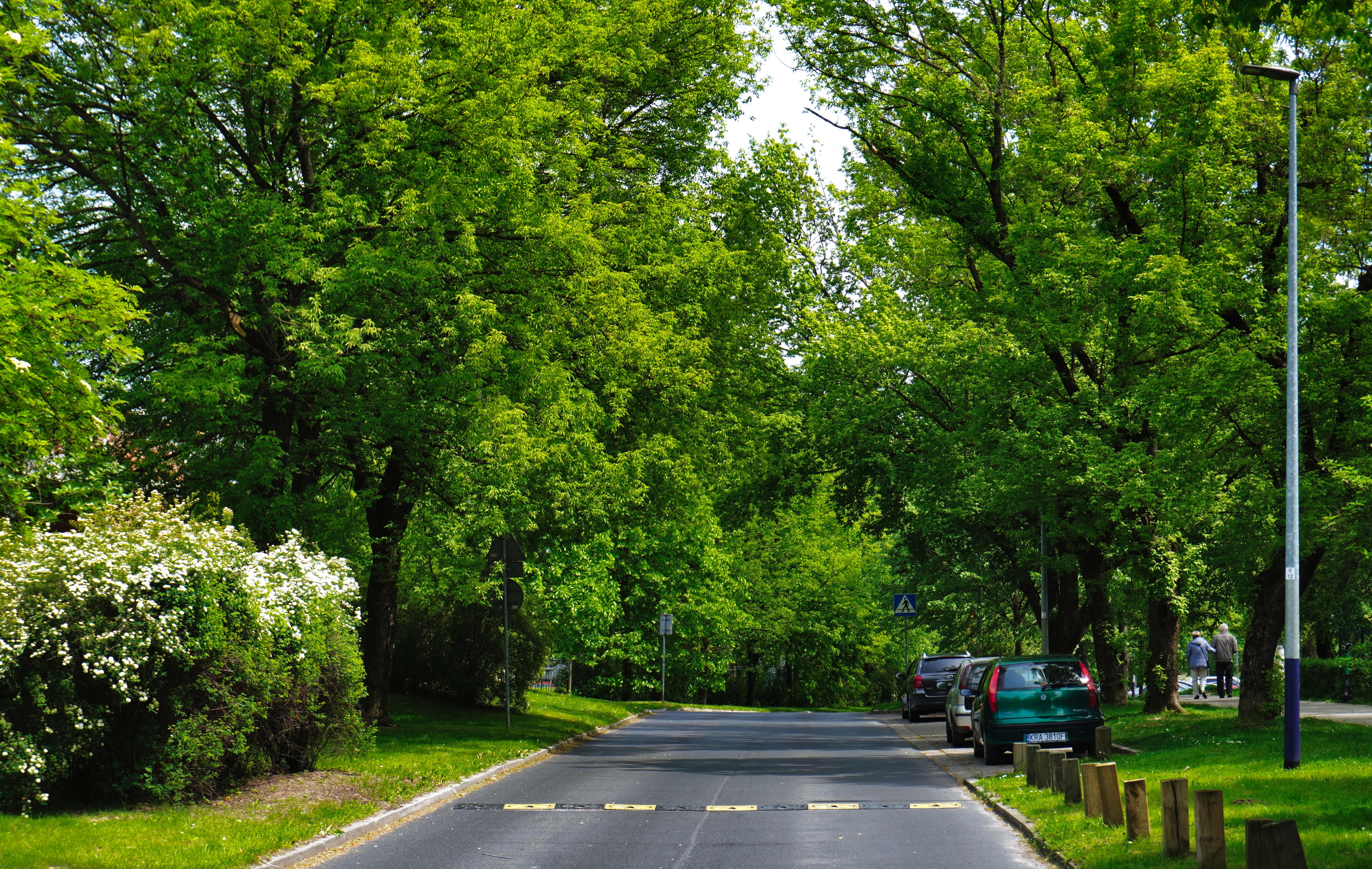
Ulica Cedyńska
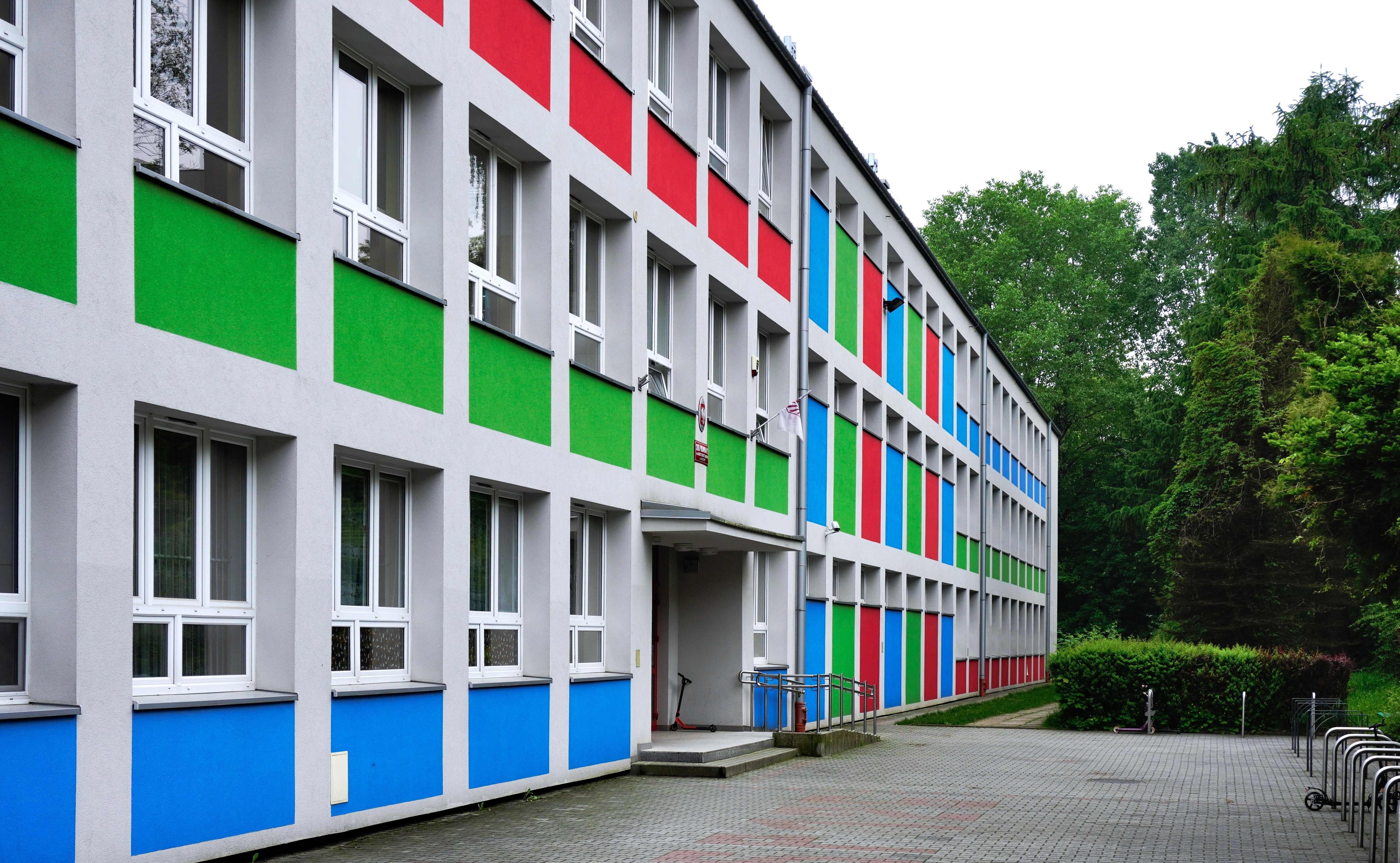
Szkoła Podstawowa nr 126
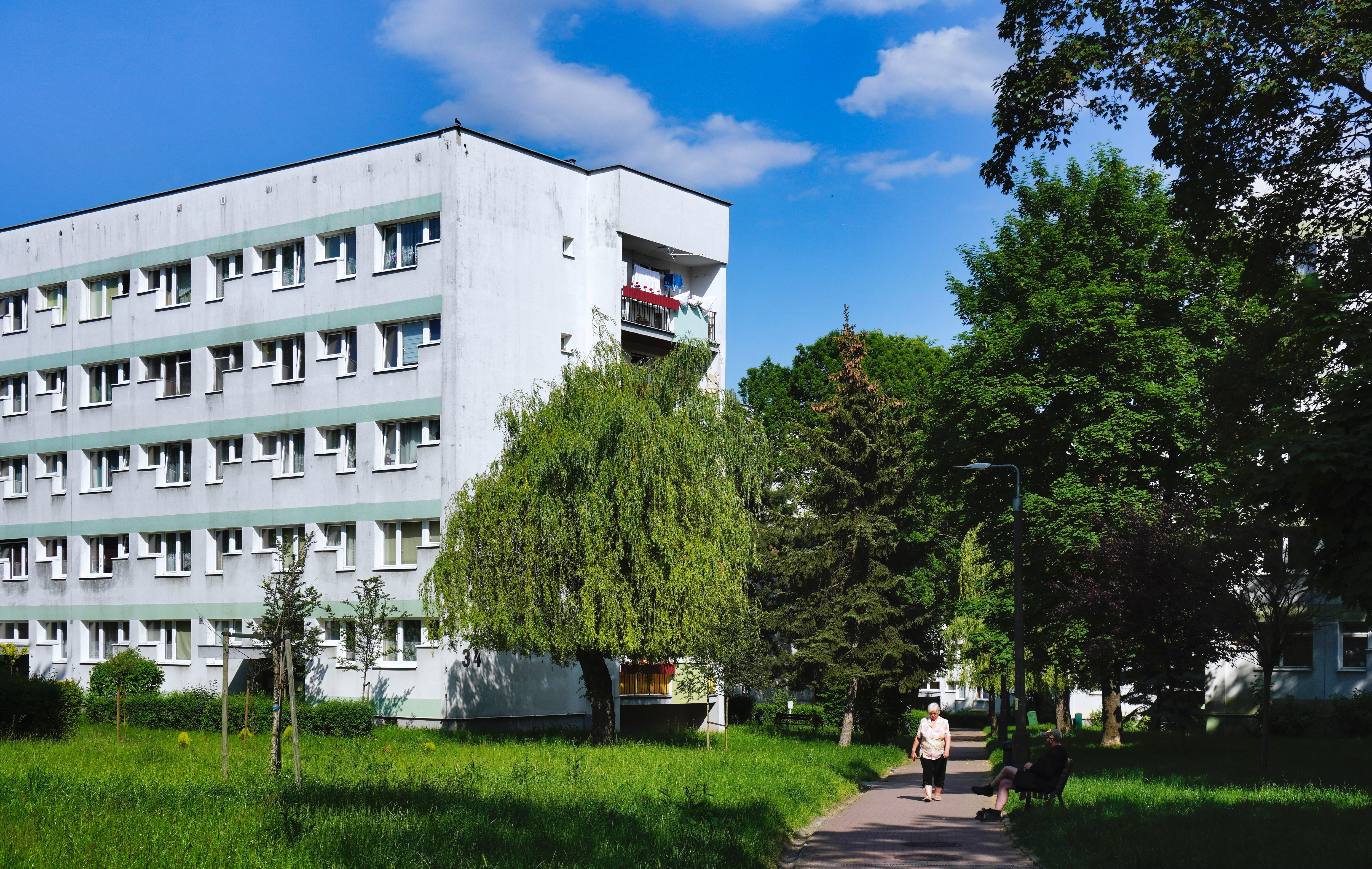
Wnętrze osiedla, os. Tysiąclecia 34
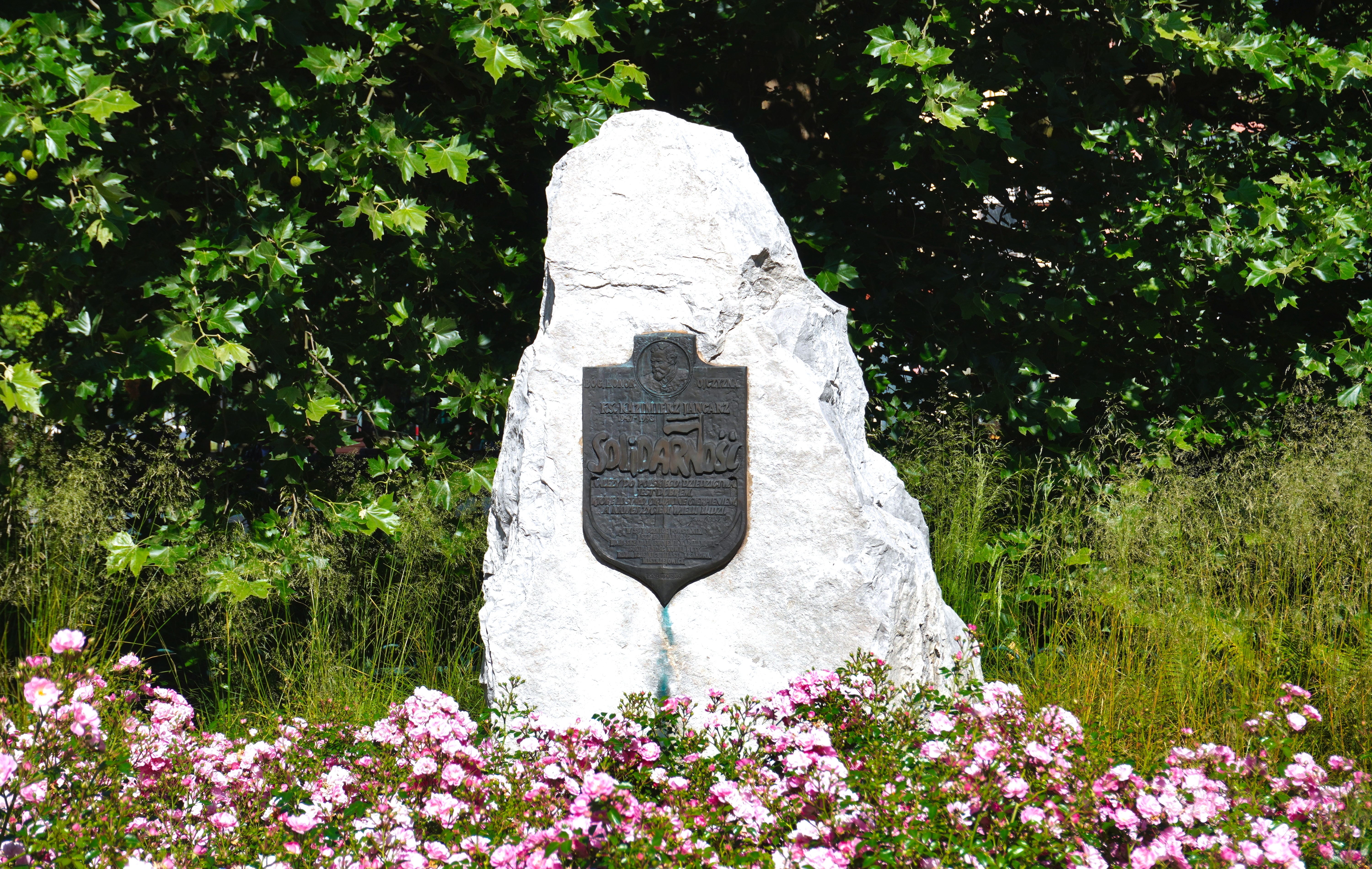
Pomnik ks. Kazimierza Jancarza

Osiedle Tysiąclecia to jedno z najwyżej położonych w Krakowie osiedli mieszkalnych (znajduje się ono na wysokości Kopca Kościuszki).
Położone w zachodniej części Dzielnicy XV Mistrzejowice, graniczy z osiedlami:
- Oświecenia od zachodu,
- Kombatantów od południowego wschodu i wschodu,
- Złotego Wieku od północy,
- Akademickim przez al. gen. T. Bora-Komorowskiego od południa

Ograniczają je ulice:
- al. gen. T. Bora-Komorowskiego,
- Wiślicka,
- ks. K. Jancarza

## Edukacja i kultura
W dziedzinie oświaty na osiedlu Tysiąclecia wyróżniamy następujące jednostki:
- Żłobek Samorządowy nr 22, os. Tysiąclecia 14
- Przedszkole Samorządowe nr 125, os. Tysiąclecia 12
- Przedszkole Samorządowe nr 148, os. Tysiąclecia 37
- Szkoła Podstawowa nr 126 im. Komisji Edukacji Narodowej, os. Tysiąclecia 57
- XXI Liceum Ogólnokształcące im. Stanisława Ignacego Witkiewicza-Witkacego, os. Tysiąclecia 15
- Zespół Szkół Poligraficzno-Księgarskich im. Zenona Klemensiewicza, os. Tysiąclecia 38
  - Technikum Poligraficzno-Księgarskie nr 20
  - Szkoła Policealna nr 17
  - Zasadnicza Szkoła Zawodowa nr 21

a także:
- Młodzieżowy Dom Kultury im. Andrzeja Bursy.
- Biblioteka Kraków – Filia 49 (os. Tysiąclecia 42)

Na osiedlu Tysiąclecia powstały liczne stowarzyszenia i organizacje kościelne:
- Parafialny Zespół Caritas Pomocy Dzieciom „Maximillianum” przy Parafii pw. św. Maksymiliana Kolbe (stowarzyszenie)
- Stowarzyszenie Pomocy Osobom Niepełnosprawnym „Przystanek Betlejem” (stowarzyszenie)
- Polski Związek Emerytów Rencistów i Inwalidów (stowarzyszenie) Koło nr 12